# Wilhelm Jakob Rinck von Baldenstein

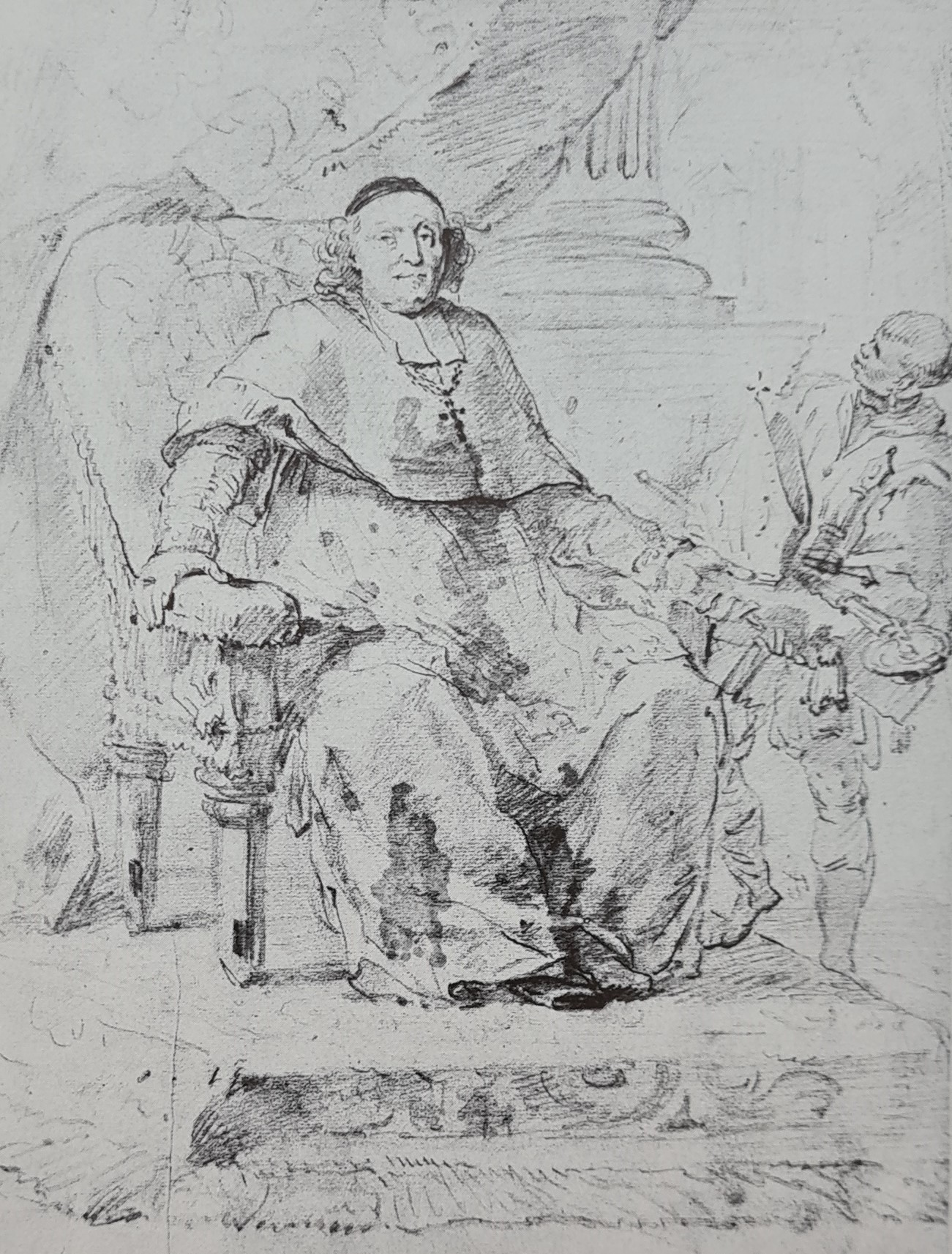
Wilhelm Jakob Rinck von Baldenstein, Entwurf zu einem Gemälde von Johann Rudolf Huber (1694/95)

Wilhelm Jakob Rinck von Baldenstein (* 10. Januar 1624 auf Schloss Birseck; † 4. Juni 1705 in Pruntrut) war ein Schweizer Jurist, Theologe, Priester und Domkapitular. Er war 1693 bis 1705 Fürstbischof des Fürstbistums Basel.

## Leben
Wilhelm Jakob stammt aus dem Basler Zweig der Bündner Adelsfamilie der Rinck von Baldenstein. Er war ein Sohn des Johann Jakob Rinck von Baldenstein, der fürstbischöflicher Obervogt des Amtes Birseck war und ein Neffe des Basler Bischofs Wilhelm Rinck von Baldenstein.
Seine Erziehung und Ausbildung erhielt er an den Jesuitenkollegien von Pruntrut, Freiburg im Üechtland und Luzern. 1642/43 folgte ein Studium der Theologie und der Rechtswissenschaften in Freiburg im Breisgau, wo er 1647/48 auch Rektor der Universität wurde.
Bereits 1640 war er Kanoniker des Basler Domkapitels geworden, das ihm weitere Ämter anvertraute. So war er 1648–1693 Kapitular, 1651–1660 Kustos und 1648–1693 Dekan des Domkapitels. Seine Priesterweihe hatte er 1651 erhalten.
Am 3. August 1688 wurde er von zum Koadjutor des Fürstbischofs gewählt und am 27. September 1690 durch Papst Alexander VIII. mit der Ernennung zum Titularbischof von Curium bestätigt. Am 13. Juli 1693 erfolgte durch Papst Innozenz XII. die offizielle Einsetzung zum Fürstbischof von Basel.
Er wollte das Fürstbistum enger an die Eidgenossenschaft binden und erneuerte 1695 ein Bündnis mit den katholischen Kantonen. 1702 und 1703 versuchte er sogar die Aufnahme in die Eidgenossenschaft zu erlangen, obwohl er deutscher Reichsfürst war.